# Caecum pulchellum
Caecum pulchellum, tên tiếng Anh: beautiful caecum, là một loài ốc biển nhỏ, là động vật thân mềm chân bụng sống ở biển trong họ Caecidae.

## Miêu tả
Độ dài vỏ lớn nhất ghi nhận được là 4.5 mm.

## Môi trường sống
Độ sâu nhỏ nhất ghi nhận được là 0.3 m. Độ sâu lớn nhất ghi nhận được là 101 m.